# Nyhimbricus wollastoni
Nyhimbricus wollastoni är en insektsart som beskrevs av White 1878. Nyhimbricus wollastoni ingår i släktet Nyhimbricus och familjen dvärgstritar. Inga underarter finns listade i Catalogue of Life.